# 扁体叶蜂属
扁体叶蜂属（学名：Harpiphorus）是叶蜂科的一属。

## 下属物种
本属包括以下物种：
- Harpiphorus lepidus (Klug, 1818)